# 悪魔と神 (ハンドル)
悪魔と神（あくまとかみ）は、パソコン通信創成期のネット有名人。PC-VANの会員として1987年から1991年にかけて活動。LADY紛争などでパソコン通信の外でも、当時のマスコミで取り上げられた事がある。

## プロフィール
アクの強さは桁外れで、天皇崇拝者でもあった。キリスト教排撃を始めとして、部落・朝鮮人・障害者・女性などで持論を展開し、顰蹙を買う一方、固定ファンも持ち熱狂的な支持も集めた。LADY-SIGで大暴れをして会員資格を停止され、COUNSEL-SIGに関わって会員資格を剥奪された。
PC-VANで最も有名な人物で、その名はパソコン関係以外の雑誌にも取り上げられた。情報雑誌「パソコン通信」で何度も取り上げられたほか、LADY紛争時には、「日経パソコン（1990年11月号）」や雑誌「AERA（1990年10月2日号 タイトル: 匿名の世界で起きたパソコン通信暴力　表現の自由か、差別、中傷か）」などでも紹介された。
当時パソコン通信はまだ一般の認知が低かったこともあり、これら雑誌を通じて「パソコン通信は無法地帯」というイメージを広げることにもつながった。逆に、それまではおおっぴらには主張できないとされていたことを述べる事ができる「自由な言論の場」と受け止めた者もいた。良くも悪くも、パソコン通信からインターネットにつながる流れを予感させたユーザーの内の一人である。

## LADY紛争
PC-VANには「LADY-SIG」という女性専用のSIG（電子会議室）があった。悪魔と神は1990年1月、この会議室に出現し、まず女性専用であることを批判する。SIGにおける「参加会員制限」・「男性会員排除」はPC-VANの規約には反するはずだと事務局にも問う。
舌鋒はどんどん過激になり、セクハラのようなメッセージもアップしたことを理由にして悪魔と神は4月に1ヶ月間のID停止となったが、ID停止処分の期限が切れるや「LADY-SIG」に対する批判攻撃を再開した。魔女の事故死に一時鳴り止んだものの、再び始まった猛攻に耐えられなくなったLADY主宰者は、SIGではなく会員制限可能なCUGに変える選択肢も可能だったはずだが、メンバーに諮ることなく閉鎖を選択、同会議室は7月20日に閉鎖された。（詳細はLADY紛争参照）